# Timon és Pumbaa (televíziós sorozat)
A Timon és Pumbaa (eredeti cím: Timon and Pumbaa) amerikai televíziós rajzfilmsorozat, amely az Az oroszlánkirály című 1994-es egész estés rajzfilm televíziós sorozata. A tévésorozatot 1995 és 1998 között az Amerikában és sok más ország tévéadóin sugározták.
A The Walt Disney Company gyártotta, az első rész bemutatójára 1995. szeptember 8-án került sor az CBS-n és a Disney Channel-en.

## Szereplők
| Szereplő        | Eredeti hang     | Magyar hang          | Magyar hang                 |
| Szereplő        | Eredeti hang     | InterCom szinkron    | Masterfilm Digital szinkron |
| --------------- | ---------------- | -------------------- | --------------------------- |
| Timon           | Nathan Lane      | Vincze Gábor Péter   | Vincze Gábor Péter          |
| Timon           | Quinton Flynn    | Vincze Gábor Péter   | Vincze Gábor Péter          |
| Timon           | Kevin Schon      | Vincze Gábor Péter   | Vincze Gábor Péter          |
| Pumbaa          | Ernie Sabella    | Melis Gábor          | Melis Gábor                 |
| Pumbaa          | Ernie Sabella    | Bálint István (ének) | N/A                         |
| Rafiki          | Robert Guillaume | N/A                  | Pálfai Péter                |
| Zazu            | Michael Gough    | N/A                  | Verebély Iván               |
| Szimba          | Cam Clarke       | N/A                  | Stohl András                |
| Shenzi          | Tress MacNeille  | N/A                  | Sági Tímea                  |
| Banzai          | Rob Paulsen      | N/A                  | Breyer Zoltán               |
| Ed              | Jim Cummings     | N/A                  | Szokol Péter                |
| Grizli Medve    | Jim Cummings     | N/A                  | Kránitz Lajos               |
| Quint           | Corey Burton     | Gáti Oszkár          | Koroknay Géza               |
| Speedy a csiga  | Corey Burton     | Bács Ferenc          | Forgács Gábor               |
| Fehér egér      | Josh Gad         | N/A                  | Bartucz Attila              |
| Kicsi Jimmy     | Joe Alaskey      | N/A                  | Galbenisz Tomasz            |
| Ned, az elefánt | Frank Welker     | Fülöp Zsigmond       | Megyeri János               |

- További magyar hangok (InterCom szinkron): Andresz Kati, Barbinek Péter, Bartucz Attila, Csuja Imre, Forgács Gábor, Halász Aranka, Harsányi Gábor, Imre István, Kautzky Armand, Lippai László, Konrád Antal, Kránitz Lajos, Melis Gábor, Nyírő Bea, Orosz Helga, Somlai Edina, Szokol Péter, Szűcs Sándor, Várkonyi András, Vincze Gábor Péter
- További magyar hangok (RTL szinkron): Albert Gábor, Baráth István, Bartucz Attila, Bácskai János, Balázsi Gyula, Beratin Gábor, Berkes Bence, Besenczi Árpád, Bíró Anikó, Bognár Tamás, Bolla Róbert, Bódy Gergely, Bókai Mária, Cs. Németh Lajos, Csuha Lajos, Csuja Imre, Faragó András, Fehér Péter, Fekete Zoltán, Forgács Gábor, Forgács Péter, Forró István, Für Anikó, Galbenisz Tomasz, Gardi Tamás, Grúber Zita, Halász Aranka, Harmath Imre, Háda János, Hegedűs Miklós, Hirling Judit, Imre István, Jakab Csaba, Jelinek Márk, Kapácsy Miklós, Kardos Gábor, Kassai Ilona, Kassai Károly, Kautzky Armand, Kerekes József, Kisfalusi Lehel, Kocsis Judit, Kocsis Mariann, Koroknay Géza, Kőszegi Ákos, Kránitz Lajos, Kristóf Tibor, Lippai László, Madarász Éva, Maday Gábor, Megyeri János, Mics Ildikó, Molnár Levente, Morassi László, Németh Gábor, Németh Kriszta, Orosz István, Perlaki István, Petridisz Hrisztosz, Pipó László, Pusztaszeri Kornél, Rékai Nándor, Roatis Andrea, Rudas István, Seder Gábor, Seszták Szabolcs, Stukovszky Tamás, Szatmári Attila, Szersén Gyula, Szokol Péter, Szokolay Ottó, Szűcs Sándor, Talmács Márta, Törtei Tünde, Uri István, Vándor Éva, Varga Tamás, Várkonyi András, Vass Gábor, Versényi László, Vizy György, Wolmuth István, Zakariás Éva, Zsigmond Tamara

## Epizódok
| Évad | Évad | Epizód | Évadpremier         | Évadfinálé           |
| ---- | ---- | ------ | ------------------- | -------------------- |
|      | 1    | 25     | 1995. szeptember 8. | 1995. december 29.   |
|      | 2    | 21     | 1996. szeptember 2. | 1996. november 25.   |
|      | 3    | 39     | 1999. január 1.     | 1999. szeptember 24. |

## Magyar megjelenés
Amerikában a rajzfilmsorozat kiválogatott 18 epizódjából fűzték 3 VHS-filmekre, 6 részeként, három dallal, Magyarországon pedig az InterCom forgalmazásában jelent meg 1997-ben, 3 kiadványban 21 rész volt látható.
| Cím                                                                 | Epizód cím | Epizód cím | Megjelenés           | Megjelenés          |
| Cím                                                                 | Magyarul | Angolul | Amerikában           | Magyarországon      |
| ------------------------------------------------------------------- | --- | --- | -------------------- | ------------------- |
| Timon és Pumbaa a Föld körül (Around the World with Timon & Pumbaa) | Villámcsapás Az aranyrög és kólás kupak A nagy fogás "Stand by me – állj mellém!" Bekígyózva Álbébik Rém ronda csirke                                                                      | Boara Boara Yukon Con Saskatchewan Catch "Stand by Me" Brazil Nuts Truth or Zaire Never Everglades                                                          | 1996. szeptember 12. | 1997. február 18.   |
| Timon és Pumbaa nagy lakomája (Dining Out with Timon & Pumbaa)      | Sülve-főve Orosz Rosi Óramű-vész Csőbe húzva Panda-banda Hegyi fagyi "Nyami, nyami, nyami"                                                                                                 | French Fried Russia Hour Swiss Missed To Kilimanjaro Bird Don't Break the China Rocky Mountain Lie "Yummy, Yummy, Yummy"                                    | 1997. augusztus 15.  | 1997. szeptember 4. |
| Timon és Pumbaa nyaralni megy (On Holiday with Timon & Pumbaa)      | Kenya: Kever a haver Déli-tenger: Bendőgőz Uganda: Pumpafánt Spanyolország: A bikák legjobbika Costa Rica: A becsületes megtaláló Csatlakozz a klubhoz! "A jó oroszlán ma békésen szunyál" | Kenya Be My Friend South Sea Sick Uganda Be an Elephant The Pain in Spain How to Beat the High Costa Rica You Ghana Join the Club "The Lion Sleeps Tonight" | 1997. augusztus 15.  | 1997. október 7.    |